# رياض كھوكھر
رياض كھوكھر (31 ديسمبر 1942 - 26 ديسمبر 2023) دبلوماسي من باكستان. تولى منصب سفير باكستان لدى الولايات المتحدة (1997–1999) وسفير باكستان لدى الصين (1999–2002)، والسكرتير الأجنبي لباكستان (2002–2005).